# Daniel Bryan
Bryan Lloyd Danielson, lepiej znany jako Daniel Bryan (ur. 22 maja 1981 w Aberdeen w stanie Waszyngton) – amerykański wrestler, obecnie występuje w federacji All Elite Wrestling, były zawodnik World Wrestling Entertainment.
Danielson jest najbardziej znany z pracy w takich federacjach jak WWE i Ring Of Honor. Jest trzykrotnym mistrzem świata. Zdobył mistrzostwo WWE, mistrzostwo wagi ciężkiej WWE i mistrzostwo ROH. W WWE wygrał też pas Stanów Zjednoczonych, był mistrzem tag teamów przez 245 dni, a w 2011 roku zdobył walizkę Money In The Bank Smackdown. W trakcie swojego pobytu w federacji wygrał też statuetkę Slammy Awards za najlepszego zawodnika w 2013 roku oraz dwa razy występował w Main Evencie WrestleManii: 2014 i 2021.
Danielson walczył też na terenie Japonii w takich federacjach jak NOAH czy NJPW. W NOAH był mistrzem GHC Junior Heavyweight, a w NJPW zdobył pasy Junior Heavyweight Tag Team z Curry Manem. Był mistrzem wagi ciężkiej federacji Full Impact Pro, wXw i dwukrotnie zostawał mistrzem PWG.

## Kariera wrestlingowa

### Wczesna kariera (1999–2004)
Kiedy w 1999 roku zakończył naukę z dyplomem szkoły wyższej w Aberdeen, Danielson zadecydował by zostać profesjonalnym wrestlerem. Początkowo uczęszczał do szkoły wrestlingowej Deana Malenko jednak ze względu na późniejsze zamknięcie jej dołączył do Texas Wrestling Academy, gdzie trenował pod okien Rudy Gonzaleza i Shawna Michaelsa. W końcu zadebiutował w federacji Michaelsa, która nazywała się Texas Wrestling Alliance, a 23 marca 2000 roku zdobył swój pierwszy tytuł w karierze, kiedy razem ze Spankym pokonał Jeromy Sagea oraz Rubena Cruza i zostali mistrzami tag teamów TWA.
Danielson kontynuując tournée po kraju podpisał kontrakt rozwojowy z World Wrestling Federation, gdzie miał rozwijać swoje umiejętności przed ewentualnym debiutem w programach telewizyjnych WWF. Został on przydzielony do Memphis Championship Wrestling, federacji rozwojowej WWF. Tam Danielson trenował pod okiem zawodnika WWF Williama Regala, co Daniel Bryan sam uważa za ważny moment jego kariery. To właśnie w tym czasie Danielson zyskał pseudonim „American Dragon”. WWF zakończyło współpracę z MCW w 2001 roku zwalniając tym samym Danielsona z kontraktu jednak przed tym został już mistrzem wagi półciężkiej MCW oraz mistrzem tag teamów razem ze Spankym. Potem Danielson wrócił do federacji po tym jak zmieniła ona nazwę na World Wrestling Entertainment i walczył na drugorzędnych galach jak Velocity czy Heat, zanim zaczął pojawiać się w cięższych, dłuższych walkach.
Danielson brał udział również w tourze po Azji z federacją Frontier Martial-Arts Wrestling gdzie toczył wiele walk tag teamowych ze swoim przyjacielem z Texas Wrestling Academy, Lance’em Cade’em. Powrócił on do kraju kwitnącej wiśni po tym jak został zwolniony z WWF, a w Japonii walczył dla federacji New Japan Pro-Wrestling. Jako członek dywizji junior heavyweight Danielson toczył walki zarówno singlowe, jak i tag teamowe co spowodowało, że 12 marca 2004 roku został mistrzem IWGP tej dywizji razem z Curry Manem.

### Ojciec Założyciel (2002–2005)
W 2002 roku Danielson dołączył do nowo powstałej federacji Ring Of Honor i był znany jako jeden z „Ojców założycieli” federacji, gdyż walczył w niej od początku oraz pojawił się w main evencie pierwszej gali jaką była „The Era of Honor Begins”, a jego rywalami byli Low Ki i Christopher Daniels. Później jedną z bardziej znaczących rywalizacji była ta z Homicidem. Walczyli w różnych stypulacjach, a najbardziej znany jest ich pojedynek na Final Showdown w Steel Cage Match, który wygrał Danielson.
Pomimo zwycięstw w swoich pierwszych walkach i wygrania turnieju Survival of the Fittest w 2004 roku, nie mógł zdobyć pasa mistrzowskiego Ring Of Honor. Doszło nawet do tego, że Daniel Bryan był tak sfrustrowany brakiem zwycięstw w walkach o mistrzowski pas z Austin Ariesem, że pewnego dnia chciał opuścić ROH. Danielson w końcu wziął urlop, żeby odpocząć od wrestlingu i zacząć rozglądać się za możliwością walczenia w innych federacjach. W 2005 roku stoczył kilka tryout meczów w WWE, a TNA oferowało mu kontrakt, jednak Daniel Bryan zdecydował się nie dołączać do żadnej z federacji i pozostał w Ring Of Honor.

### Mistrz świata (2005−2006)
Danielson pokonał Jamesa Gibsona w walce o pas mistrzowski ROH podczas gali Glory by Honor IV 15 września 2005 roku. Do końca roku zaliczył on kilka udanych obron mistrzowskich z osobami z różnych federacji, a na Final Battle 2005, czyli na ostatniej gali w tamtym roku pokonał gwiazdę Pro Wrestling Noah Naomichi Marufujiego.
Na początku 2006 roku Chris Hero, reprezentant Combat Zone Wrestling (CZW) przeprowadził inwazję na ROH, a jego celem był Danielson. Następnie to Daniel Bryan pojawił się na gali CZW i jak się okazało to on był pomysłodawcą tego feudu. Podczas gali ROH Hell Freezes Over stoczył dwie walki. Na początku gali wygrał z Homicidem i Roderickiem Strongiem dzięki czemu został mistrzem wagi ciężkiej FIP, a w main evencie gali pokonał Chrisa Hero w walce o pas mistrzowski Ring Of Honor. Danielson okazał się piątym członkiem teamu ROH w walce z drużyną CZW, a jedną z bardziej znanych walk jest ta, która toczyła się w stypulacji Cage Of Death. Walka polegała na tym, że przegrany w pojedynku singlowym schodzi na backstage, a za niego wchodzi reprezentant tej samej federacji. Podczas walki Danielson odwrócił się od swojego teamu atakując Samoa Joe. Później doszło do pojedynku z Samoańczykiem, który zakończył się remisem po tym jak walka trwała równą godzinę, czyli tyle ile wynosił limit na ten pojedynek.
Ring Of Honor miało problem, posiadając pas mistrza ROH i ROH Pure, gdyż oba miały taką samą wartość. Danielson, czyli mistrz ROH i Nigel McGuinness, czyli mistrz ROH Pure zmierzyli się w walce unifikującej oba tytuły. 29 kwietnia 2006 Nigel pokonał Danielsona po count-oucie jednak nie zdobył dzięki temu pasa mistrzowskiego ROH, co doprowadziło do jeszcze jednego meczu unifikującego podczas gali w Anglii, a dokładniej w Liverpoolu. Danielson wygrał ten pojedynek i zunifikował oba pasy. Dwa tygodnie później podczas walki z Coltem Cabaną doznał kontuzji klatki piersiowej. Powrócił miesiąc później podczas drugiej nocy gali Glory by Honor V i pokonał na niej reprezentanta KENTE, który był reprezentantem Pro Wrestling Noah a dzięki wygranej obronił pas mistrzowski. Podczas gali Final Battle 2006 jego 15 miesięczny title run dobiegł końca po porażce z Homicidem, po czym Danielson zdecydował przestać przez jakiś czas walczyć dopóki nie wyleczył kontuzjowanej ręki.

### Różne feudy i odejście (2007–2009)
11 maja 2007 Danielson powrócił do federacji podczas gali Reborn Again i pokonał Shane Hagadorna oraz Adama Pearce’a w dwóch osobnych walkach. 12 maja ROH wydało swoją pierwszą galę w systemie PPV, która nazywała się Respect is Earned, a podczas gali Daniel Bryan stworzył tag team z mistrzem ROH Takeshim Morishimą, a ich rywalami byli Nigel McGuinness oraz KENTA. Mecz wygrał Danielson i Morishima po tym jak Kenta został zmuszony do odklepania przez Daniela Bryana. Bryan Danielson powrócił do walki o pas ROH po tym jak pokonał Nigela McGuinnessa podczas gali Domination, a na następnej gali PPV jakim było Driven pokonał go w walce o no. 1 contendera do pasa ROH. Podczas Manhattan Mayhem II nie dość, że przegrał walkę z Morishimą to jego rywal uszkodził mu siatkówkę w oku. Po późniejszej operacji oka, Danielson znów próbował swoich sił w walce z Morishimą jednak i na gali Man Up poległ. Podczas Rising Above Danielson wygrał z Morishimą dzięki dyskwalifikacji przez co Japończyk na jakiś czas wrócił do kraju. Takeshi wrócił podczas Final Battle 2008 jednak poległ w walce z Danielsonem.
Przez kilka miesięcy Danielson pracował w ringu z Austinem Ariesem jednak byli przyjaciółmi, a zwyciężał raz Danielson, a raz Austin. Daniel Bryan został tag team partnerem Ariesa, który miał mu pomóc w pokonaniu stajni The Age of the Fall. Dwójka Aries-Danielson walczyła z różnymi członkami stajni w różnych stypulacjach aż w końcu zmierzyli się z drużyną złożoną z Tylera Blacka i Jimmy Jacobsa w walce o pasy tag teamów ROH jednak nie udało im się zdobyć pasów.
W ramach umowy ROH z Pro Wrestling Noah 14 września 2008 w Japonii odbyła się gala Tokyo Summit, podczas której Danielson pokonał Yoshinobu Kanemaru i został mistrzem GHC Junior Heavyweight. Po zwycięstwie udzielił wywiadu, w którym powiedział, że pasa tego będzie bronił również w ROH. Jego pierwsza obrona miała miejsce na Glory By Honor VII, a pokonał na niej Katsuhiko Nakajime z grupy Global Professional Wrestling Alliance. Jak się okazało była to jego jedyna sukcesywna obrona pasa, bo podczas gali w Japonii 13 października pokonał go KENTA przez co Danielson go stracił. Po tej porażce Danielson stoczył pojedynek z McGuinnessem podczas PPV ROH Rising Above jednak i wtedy przegrał.
Ring of Honor zadebiutowało w krajowej telewizji ze swoim programem Ring of Honor Wrestling, a Danielson zadebiutował w main evencie gali podczas trzeciego odcinka i pokonał w nim Austina Ariesa. Podczas tego odcinka Danielson stoczył również pojedynek z Tylerem Blackiem. Jak się okazało był to początek rywalizacji między obydwoma zawodnikami. Daniel Bryan jednak w tym feudzie okazywał Blackowi szacunek, a dowodem tego miało być to, że Bryan Danielson wybrał Tylera jako partnera w walce o pasy tag teamów ROH, których nie udało się zdobyć.
23 sierpnia Danielson ogłosił, że podpisał kontrakt z World Wrestling Entertainment. Przed dołączeniem do federacji Vince McMahona wziął udział w pożegnalnym tourze ROH znanym pod nazwą Final Countdown Tour gdzie można było go zobaczyć w walkach z Austinem Ariesem w walce o pas mistrzowski ROH jednak pasa nie zdobył. 26 września podczas Glory by Honor VIII: The Final Countdown wygrał swój ostatni mecz w Ring Of Honor, a jego rywalem był Nigel McGuinness i jak się okazało była to jego ostatnia walka w Ring of Honor na ten czas.

### Scena niezależna (2003–2009)
Oprócz Ring Of Honor Danielson walczył także w różnych federacjach niezależnych w USA, jak i za granicą. W 2003 roku wziął udział w tourze brytyjskiej federacji All Star Wrestling. Podczas pobytu w Wielkiej Brytanii Danielson zdobył 6 maja pas World Heavy Middleweight w 8 osobowym turnieju o ten pas. Podczas następnych 6 miesięcy walczył także w takich federacjach jak ASW, FWA czy WAW. Do Wielkiej Brytanii powracał jeszcze przez 5 lat w różnych federacjach. W lutym 2005 roku podczas gali New Dawn Rising Danielson zadebiutował w Full Impact Pro (FIP) gdzie stoczył razem z Rockym Romero walkę tag teamową przeciwko Austinowi Ariesowi i Homicidowi. Następnej nocy stoczył walkę z CM Punkiem podczas gali Dangerous Intentions jednak przegrał ją. W 2006 roku Daniel Bryan zdobył pas wagi ciężkiej FIP i był mistrzem przez 11 miesięcy dopóki nie stracił pasa w walce z Roderickiem Strongiem. Danielson stoczył swój ostatni pojedynek w FIP w grudniu 2006 podczas gali Florida Rumble, a przegrał na niej z Roderickiem Strongiem.
Danielson walczył również w federacji Pro Wrestling Guerrilla (PWG). Jego debiut w tej federacji miał miejsce w listopadzie 2003 roku podczas gali An Inch Longer Than Average i przegrał na niej z mistrzem PWG Frankiem Kazarianem. W PWG pojawiał się jeszcze wielokrotnie przez kilka najbliższych lat, a w 2007 roku został mistrzem federacji i pas posiadał 6 miesięcy. Potem do PWG wrócił podczas turnieju Battle of Los Angeles w 2008 roku. W maju 2009 roku pojawił się w federacji po raz kolejny i parodiując siebie nazywał się American Dolphin. 4 września 2009 roku podczas ostatniej jego gali w PWG jaką było Guerre Sans Frontières pokonał Chrisa Hero i został mistrzem PWG jednak od razu pas został wakujący.
Po powrocie z kontuzji w 2007 roku National Wrestling Alliance (NWA) opublikowało video, na którym Danielson ogłosił, że chce walczyć o pas wagi ciężkiej NWA po tym, jak pas powrócił do NWA, gdyż TNA przestało go używać po tym jak skończyła się umowa między obiema federacjami. Daniel Bryan wziął udział w turnieju Reclaiming the Glory, którego stawką był pas i Danielson był już w finale turnieju zaplanowanego na 1 września i miał walczyć z Brentem Albrightem jednak wskutek kontuzji odniesionej podczas Manhattan Mayhem musiał wycofać się z walki, a jego zastępcą okazał się Adam Pearce. Danielson wziął jednak udział w walce jako sędzia specjalny.
W 2009 roku kontrakt Danielsona z Ring Of Honor wygasł i odszedł on z ROH.
Również w tym samym roku Danielson podpisał krótkoterminowy kontrakt z niemiecką federacją Westside Xtreme Wrestling. Krótko po swoim debiucie Daniel Bryan zdobył pas wagi ciężkiej wXw w walce z Bad Bonsem, lecz stracił go miesiąc później na rzecz Absolute Andyego i został zwolniony z wXw.
Po odejściu z Westside Xtreme Wrestling Daniel Bryan zadebiutował w federacji Chikara podczas turnieju King of Trios, a jego partnerami byli Claudio Castagnoli i Dave Taylor. Nazwą drużyny było „Team Uppercut”. W tym samym roku zawalczył on również debiut w Dragon Gate USA podczas trzeciej gali federacji i przegrał podczas niej z Naruki Doiem.

### World Wrestling Entertainment (2009–2010)
23 sierpnia 2009 roku ROH ogłosiło, że Danielson podpisał kontrakt z WWE. Daniel Bryan zadebiutował jako zawodnik z kontraktem w WWE 4 stycznia w 2010 roku podczas dark matchu przed Raw i pokonał wtedy Chavo Guerrero. Tego samego dnia Danielson miał poprosić o przesunięcie go na jakiś czas do Florida Championship Wrestling (FCW), czyli federacji rozwojowej WWE, żeby przystosować się do nowego miejsca pracy. Zadebiutował on w FCW 14 stycznia 2010 i pokonał wtedy Kavala. Podczas tapingu gali nagranego 11 lutego jego ring name został zmieniony i od tego momentu nazywał się Daniel Bryan. Jak sam Bryan później powiedział WWE dało mu listę 10 możliwych ring name’ów, z których Bryan miał wybrać sobie jeden, lecz żadnym z nich nie było jego prawdziwe imię i nazwisko.
16 lutego 2010 ogłoszone zostało, że Bryan będzie jednym z uczestników pierwszego sezonu NXT, a jego mentorem storyline’owym partnerem został The Miz. Podczas pierwszego odcinka NXT, który miał miejsce 23 lutego Bryan w pierwszej, telewizyjnej walce przegrał z mistrzem wagi ciężkiej Chrisem Jericho. Po walce Bryan został zaatakowany przez swojego mentora, który przez resztę show nie okazywał mu szacunku. Przez następne tygodnie Bryan dalej nie mógł wygrać walk singlowych i jego seria wynosiła 0-5, lecz pomimo tego podczas pierwszej ankiety mentorów 30 marca został sklasyfikowany na 1. miejscu. Pierwsza wygrana Bryana miała miejsce 10 maja podczas Raw kiedy to przypiął Santino Marelle w handicap matchu. Dzień później razem z Michaelem Tarverem odpadł z NXT. Pojawiał się on na następnym epizodach atakując Michaela Cole’a lub rozmawiając z Mattem Strikerem.
31 maja 2010 podczas Raw kiedy guest hostem był Ashton Kutcher zarządził on pojedynek Bryana z The Mizem, który wygrał American Dragon. Tydzień później wszyscy zawodnicy z pierwszego sezonu NXT interweniowali w walce Johna Ceny z CM Punkiem i zaatakowali obydwu zawodników, komentatorów, Justina Robertsa oraz zniszczyli większość areny, co spowodowało, że Bryan razem z resztą grupy przeszli heel turn i stworzyli grupę Nexus. 11 czerwca 2010 roku, czyli 3 dni po gali Bryan został zwolniony z WWE. Według Wrestling Observer powodem zwolnienia Bryana był zbyt ostry atak na Justina Robertsa. Jak później Danielson przyznał WWE przeprosiło go za to zwolnienie, a na tę decyzję mieli wpływ niektórzy sponsorzy federacji. Jego zwolnienie zostało wykorzystane storylinowo, gdyż inni członkowie grupy Nexus mówili, że Bryan został wyrzucony z grupy za okazanie skruchy za swoje czyny i dodawano także, że Bryan już nigdy do WWE nie powróci.

### Powrót do sceny niezależnej (2010)
Po tym jak Bryan został zwolniony z WWE miał oferty z wielu federacji japońskich lub też z TNA jednak do żadnej federacji nie odszedł na stałe. 2 tygodnie po swoim zwolnieniu, 26 czerwca 2010 pokonał Eddie Kingstona podczas jednej z gal Chikary. Fani po jego zwycięstwie rzucali krawatami w stronę ringu, co było nawiązaniem do jego zwolnienia z federacji za duszenie Justina Robertsa. Następnego dnia Bryan pokonał Tima Donsta. 3 lipca Bryan powrócił do wXw gdzie pokonał Wade Fitzgeralda oraz TJ Perkinsa w turnieju Ambition 1. Następnego dnia w rewanżach znów pokonał tę dwójkę i do tego dołożył zwycięstwo w finale z Johnym Mossem dzięki czemu wygrał cały turniej. 17 lipca Danielson zadebiutował w International Wrestling Association (IWA) i pokonał Q.T. Marshalla zdobywając pas IWA Puerto Rico Heavyweight. 23 lipca Bryan zadebiutował w federacji Evolve i pokonał Bobby’ego Fisha. Następnego dnia powrócił do Dragon Gate USA i pokonał Shinho podczas gali Return of the Dragon. Po walce Danielson dołączył do BxB Hulka, Masato Yoshino, Naruki Doia i PACa, zostając piątym członkiem stajni World-1. 30 lipca 2010 Danielson powrócił do PWG i pokonał tam Rodericka Strona. 7 sierpnia Bryan przegrał walkę z Adam Pearcem o pas wagi ciężkiej NWA podczas NWA Legends Fanfest.
Po powrocie do WWE 15 sierpnia 2010 podczas SummerSlam Danielson zawalczył we wszystkich pojedynkach, na których był zarezerwowany. 20 sierpnia pokonał Jona Moxleya podczas gali Road to Destiny federacji Heartland Wrestling Association. Następnego dnia pokonał Drake Youngera podczas gali z 9 rocznicy powstania federacji Insanity Pro Wrestling. Następnego dnia pokonał J Freddiego podczas gali federacji Squared Circle Wrestling. 10 września powrócił do IWA i walczył tam pod ring name’em Daniel Bryan, i przegrał on walkę z Dannisem Riverą. Następnego dnia Danielson powrócił do Evolve i pokonał Munenoriego Sawe w main evencie gali. Tej samej nocy Bryan walczył dla New York Wrestling Connection w tag team matchu gdzie razem z Tonym Nesem pokonał Dimitriosa Papadona i Alexa Reynoldsa. 25 września Danielson stoczył pojedynek z YAMATO w main evencie gali Dragon Gate USA. Następnego dnia pokonał Jona Moxleya. 1 października 2010 Bryan stoczył swoją ostatnią walkę na scenie niezależnej podczas gali Northeast Wrestling. Jego rywalem był Shelton Benjamin, a Bryan tę walkę wygrał.

### Mistrz Stanów Zjednoczonych (2010–2011)
15 sierpnia 2010 roku, Danielson powrócił do WWE podczas PPV SummerSlam i był on 7 członkiem Teamu WWE, który stoczył walkę tag teamową z The Nexus. Podczas walki Bryan wyeliminował dwóch zawodników Nexus i był jednym z dwóch ostatnich zawodników pozostałych z teamu WWE, jednak został przypięty po tym jak jego mentor z NXT The Miz, którego zastąpił w tej walce zaatakował go od tyłu. Następnego dnia został dodany do rosteru Raw. Feudował z Mizem i obaj interweniowali do walk swojego przeciwnika, aż Miz dobrał sobie managera, którym został Alex Riley – rookie Miza z drugiego sezonu NXT. Podczas Night Of Champions Bryan pokonał Miza i został mistrzem Stanów Zjednoczonych, i był to jego pierwszy tytuł w federacji.
Bryan pierwszą udaną obronę pasa zaliczył już podczas gali Hell in a Cell, gdzie pokonał Miza i Johna Morrisona w Triple Threat Submission Count Anywhere matchu. Podczas gali Bragging Rights odbył się pojedynek Champion vs Champion z mistrzem interkontynentalnym Dolphem Zigglerem z brandu Smackdown, którą wygrał Bryan. Podczas Survivor Series dorzucił kolejną obronę pasa tym razem w pojedynku z Tedem DiBiase. 30 listopada 2010 podczas jednego z odcinków NXT, Bryan został ogłoszony jako mentor Derricka Batemana w 4 sezonie programu. W późniejszej części 2010 roku do Bryana dołączyły Bella Twins, które towarzyszyły mu przy każdej walce. 24 stycznia 2011 okazało się, że Bryan był tajemniczym wielbicielem Gail Kim, która zastąpiła po tym wydarzeniu bliźniaczki Bella. 14 marca 2011 podczas Raw Bryan stracił swój pas w walce z Sheamusem i podczas Wrestlemanii 27 miał mieć miejsce rewanż w głównej karcie gali jednak pojedynek odbył się przed galą w stypulacji Lumberjack Match, który stał się później Battle Royalem. Mistrzem pozostał Sheamus. Bryan przegrał rewanż następnej nocy podczas Raw.

### Mistrz wagi ciężkiej (2011–2012)
26 kwietnia 2011 roku Bryan został zawodnikiem Smackdown po tym jak ogłoszone zostały wyniki draftu uzupełniającego. Bryan zadebiutował na Smackdown 6 maja i przegrał wtedy z Sheamusem. Cody Rhodes rozpoczął feud z Bryanem po tym jak przegrał on pojedynek i założył mu na głowę papierową torbę. Bryan stworzył też team z Sin Carą i feudowali oni z Codym Rhodesem i Tedem DiBiase. 28 czerwca Bryan powrócił do NXT i znów został mentorem Derricka Batemana.
17 lipca 2011 roku Bryan zdobył walizkę Money in the bank brandu Smackdown, co umożliwiło mu walkę o pas wagi ciężkiej w dowolnym momencie. 22 lipca, podczas Smackdown Bryan ogłosił, że wykorzysta on swoją walizkę podczas Wrestlemanii 28. Po kilku miesiącach kiedy to przegrywał swoje mecze singlowe, Bryan rozpoczął feud z ówczesnym mistrzem wagi ciężkiej Markiem Henrym, który chciał udowodnić Bryanowi, że nie ma on szans na zdobycie pasa. Doprowadziło to do non-title matchu podczas Smackdown 4 listopada 2011. Walkę przez dyskwalifikację wygrał Henry po tym, jak został znokautowany przez Big Showa. Show został przyjacielem Bryana i raz zaatakował Henry’ego dzięki czemu Bryan wykorzystał walizkę, i został nowym mistrzem jednak walka została unieważniona przez generalnego menadżera Smackdown – Theodore’a Longa. Walizki Bryan jednak nie stracił, ale Henry pozostał mistrzem. Bryan wyznał, że złamał obietnicę wykorzystania walizki na Wrestlemanii, ponieważ chciał się zemścić na Marku za wszystkie ataki na jego osobę. Bryan tej samej nocy wygrał fatal 4 way match i został nowym pretendentem do tytułu jednak podczas Smackdown nadawanego na żywo 29 listopada 2011 przegrał z Henrym w steel cage matchu. W tym samym miesiącu Bryan zaczął romansować z AJ.
Bryan wykorzystał walizkę podczas gali PPV TLC 18 grudnia 2011 roku po tym jak Big Show wygrał z Markiem Henrym w chairs matchu jednak po walce otrzymał on DDT na krzesło, co wykorzystał Bryan, który został nowym mistrzem wagi ciężkiej. W następnych tygodnia Big Show nie ukrywał swojego niezadowolenia z tego, że Bryan wykorzystał walizkę właśnie na nim. Jako mistrz świata, Bryan przeszedł heel turn i większość swoich walk zaczął wygrywać przez dyskwalifikacje lub count-out.
Bryan w styczniu 2012 roku zaliczył trzy udane obrony tytułów. Pierwszy raz miał do tego okazję 6 stycznia w walce z Big Showem i wygrał tę walkę przez dyskwalifikację po tym jak sprowokował Marka Henry’ego, który komentował ten pojedynek do ataku na niego. Następna obrona miała miejsce tydzień później w No DQ match również z Big Showem, a zwycięzcy w tym pojedynku nie zobaczyliśmy, gdyż po tym jak Big Show przypadkowo wpadł na AJ walka została przerwana. Trzecia obrona miała miejsce w walce z Markiem Henrym w stypulacji lumberjack, w którym Bryan sprowokował drwali, żeby zaatakowali obu zawodników, dzięki czemu Bryan pozostał mistrzem. Po walce Teddy Long ogłosił, że Bryan na Royal Rumble będzie bronił pasa w triple threat steel cage matchu, a jego rywalami będą Big Show i Mark Henry. Podczas PPV wygrał Bryan po ucieczce z klatki dzięki czemu pozostał mistrzem.
Podczas Elimination Chamber Bryan pokonał Big Showa, Cody Rhodesa, Great Khaliego, Santino Marelle i Wade Barretta w elimnation chamber matchu dzięki czemu pozostał mistrzem. Po walce Sheamus zaatakował Bryana i jako zwycięzca Royal Rumble matchu wybrał właśnie jego za przeciwnika podczas Wrestlemanii. Panowanie mistrzowskie Bryana zakończyło się na Wrestlemanii 28 po tym jak AJ pocałowała przed walką Bryana, przez co Bryan otrzymał po chwili Brogue Kick od Sheamusa i został odliczony w 18 sekund. Podczas pierwszego Smackdown po Wrestlemanii Bryan stwierdził, że jego porażka to wina AJ przez co zakończył ich związek. Podczas Extreme Rules 2012 Bryan wykorzystał swój rewanż w 2-out-of-3 falls matchu jednak przegrał wtedy 2-1.

### Team Hell No (2012−2013)
Podczas pierwszego Raw po Extreme Rules Bryan został pretendentem do pasa mistrzowskiego WWE, który posiadał CM Punk po tym jak wygrał Beat The Clock challenge. Swoją szansę na pas Bryan wykorzystał podczas gali PPV Over The Limit, jednak poniósł na niej kontrowersyjną porażkę. Sędzia bowiem ogłosił zwycięstwo Punka. Krótko po Over The Limit Bryan interweniował w walce Punka z Kane’em co doprowadziło do feudu między tą trójką. 1 czerwca podczas Smackdown interweniował w walce Punka z Kanem o pas WWE, przez co walka zakończyła się podwójną dyskwalifikacją, co doprowadziło do triple threat matchu podczas No Way Out 2012, który wygrał Punk. 25 czerwca podczas Raw Bryan pokonał Punka w triple threat elimnation non-title matchu i zdobył dzięki temu następną szansę walki o pas WWE. Podczas Money in the Bank 2013 Bryan przegrał z Punkiem w No DQ matchu z AJ jaką sędzią specjalnym.
Tag team Bryan i Kane pokonali Prime Time Players i dzięki temu zyskał shota na pasy tag teamowe. Podczas Night of Champions 2012 pokonali Kofiego Kingstona i R-Trutha i zostali nowymi mistrzami tag teamów. Pierwsza udana obrona miała miejsce podczas pierwszego Raw po PPV i był to rewanż z Kofim i Truthem. W następnym tygodniu (przez ankietę na Twitterze) drużyna zyskała nazwę „Team Hell No”, a potem rozpoczął się ich feud z Rhodes Scholars. 28 października 2012 podczas gali Hell in a Cell Team Hell No przegrał walkę z Rhodes Scholars przez dyskwalifikację, dzięki czemu zachowali pasy. Doprowadziło to do rewanżu podczas gali Main Event 14 listopada 2012, na której pasy również nie zmieniły właściciela. 16 listopada Kane stoczył pojedynek z CM Punkiem i został on zaatakowany przez The Shield. Do końca roku Team Hell No trzykrotnie bronił pasów tag teamowych, raz z Rhodes Scholars i dwukrotnie z 3MB. 27 stycznia 2013 podczas PPV Royal Rumble Team Hell No obroniło pasy tag teamów w walce z Rhodes Scholars. Tej samej nocy podczas Royal Rumble matchu Bryan wyeliminował swojego tag team partnera, a po chwili sam został wyrzucony z ringu. Podczas Raw 4 lutego Bryan został wybrany jako uczestnik pojedynku o możliwość walki o pas wagi ciężkiej na Wrestlemanii 29. W elimination chamber matchu podczas gali Elimination Chamber 2013 17 lutego Bryan został wyeliminowany jako pierwszy. 7 kwietnia 2013 podczas Wrestlemanii 29, Team Hell No pokonał Big E Langstona i Dolpha Zigglera, dzięki czemu pozostali mistrzami tag teamów. 22 kwietnia 2013 podczas Raw doszło do walki pomiędzy Team Hell No oraz Undertaker przeciwko The Shield. Walkę wygrali ci ostatni. 19 maja podczas PPV Extreme Rules, Bryan i Kane stracili pasy w walce z Sethem Rollinsem i Romanem Reignsem, którzy zakończyli ich 245 dniowy title run.

### Powrót do walki o pas WWE, kontuzja i koniec kariery, rola General Managera SmackDown Live

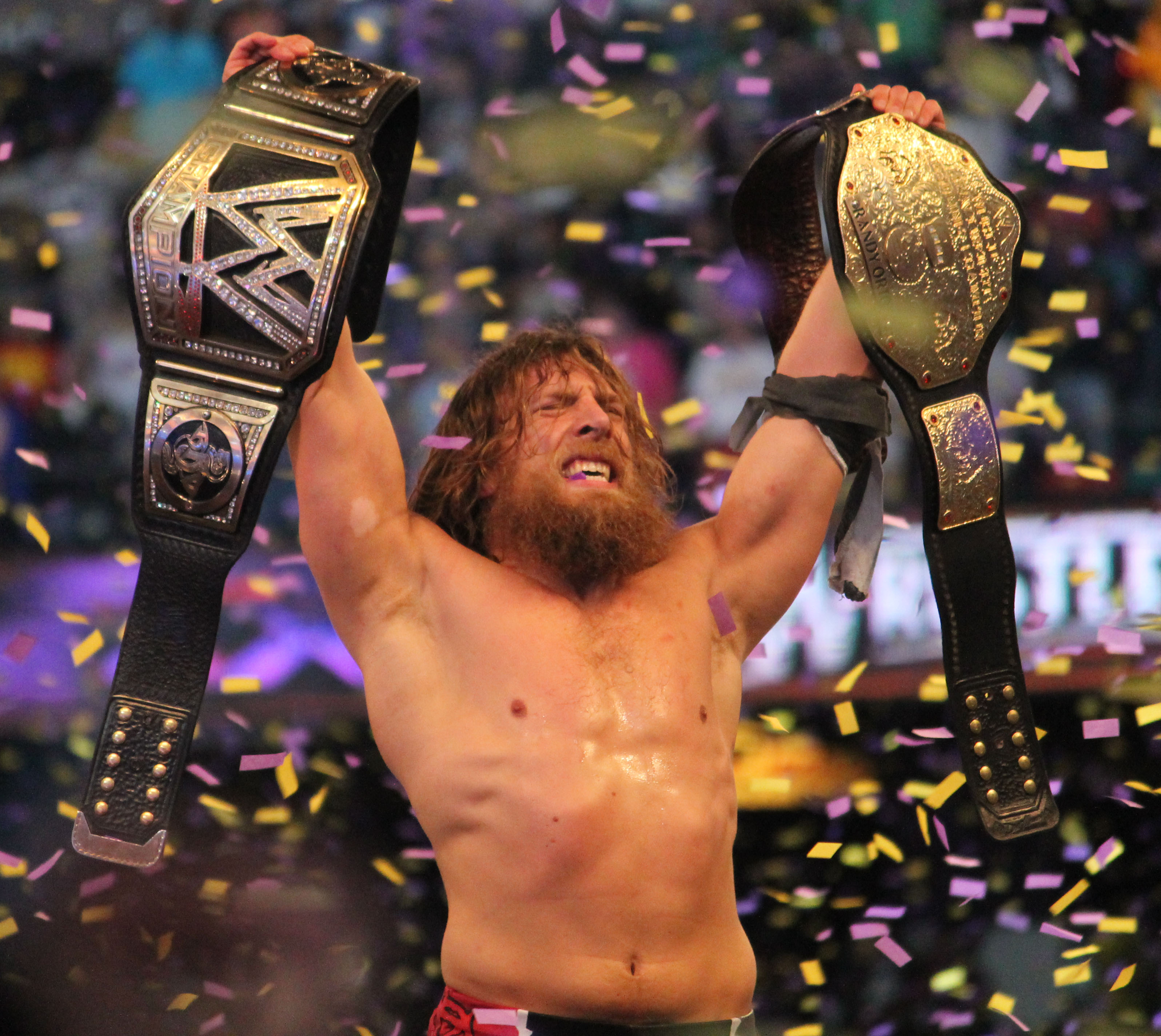

Podczas Smackdown 14 czerwca Bryan zmusił do poddania Setha Rollinsa w six man tag team matchu i była to pierwsza porażka Shield w telewizji od czasów debiutu. 3 dni później podczas PPV Payback 2013, Bryan i Orton współpracowali ze sobą w walce tag teamowej z Rollinsem i Reignsem, ale co nie udało się im zdobyć pasów tag teamów. Następnej nocy podczas Raw Bryan stoczył pojedynek z Randym Ortonem, który został przerwany po kontuzji Bryana, walkę wygrał Orton. 4 dni później podczas Smackdown to Bryan zwyciężył przez count-out. Doprowadziło to na najbliższym Raw do street fight matchu między Bryanem a Ortonem, który wygrał ten pierwszy. 14 lipca podczas PPV Money in the Bank Bryan był jednym z członków walki o walizkę gwarantującą kontrakt na walkę o pas WWE. Podczas walki został zaatakowany przez Curtisa Axela. Walizkę zgarnął Randy Orton.
Podczas pierwszego Raw po Money in the bank, mistrz WWE John Cena wybrał Bryana Danielsona jako swojego rywala podczas SummerSlam. 22 lipca podczas Raw Bryan Danielson stoczył 3 pojedynki w gauntlent matchu z Jackiem Swaggerem, Antonio Cesaro i Rybackiem. Wszystkie pojedynki wygrał. Tydzień później Bryan stoczył pojedynek ze swoim byłym partnerem Kane’em i wygrał, jednak po walce został przez niego zaatakowany. 18 sierpnia 2013 podczas SummerSlam Bryan Danielson pokonał Johna Cenę i po raz pierwszy został mistrzem WWE. Po walce jednak zaatakował go sędzia specjalny tej walki – Triple H, co wykorzystał Randy Orton (posiadacz czerwonej walizki), który opuścił Summerslam jako Champion. Następnej nocy podczas Raw Danielson rozpoczął feud z Randym Ortonem wspieranym przez całą rodzinę McMahonów, co doprowadziło do ich pojedynku na Night of Champions 2013. Tam zwyciężył Bryan, jednak na Raw po gali Triple H dopatrzył się błędu sędziego i pas został Bryanowi odebrany, wskutek czego nie było mistrza WWE. Na Battleground doszło do drugiej walki Randalla z Bryanem, jednak walka nie rozstrzygnęła sytuacji wakatu, ponieważ Big Show znokautował obydwu zawodników. Na Hell in a Cell Bryan Danielson walczył z Randym Ortonem, gdzie sędzią specjalnym był HBK Shawn Michaels. Bryan Danielson przegrał po ataku na Triple H, a później HBK wykonał mu Sweet Chin Music. Po tej gali zakończył się feud między Danielem Bryanem a Ortonem i korporacją.
Kolejnym przeciwnikiem Bryana był Bray Wyatt wraz z całą swoją rodziną. Na Survivor Series zmierzył się on w teamie z CM Punkiem z pomocnikami Wyatta, Rowanem i Harperem. Jednak Po Survivor Series zaczął solową rywalizację z The Wyatt Family, ponieważ CM Punka zaatakowała grupa The Shield i to z nimi rywalizował Punk. Na TLC doszło do Hanidicap matchu (3 vs. 1), przegranego przez Bryana. W ostatnim odcinku Raw w 2013 Danielson dołączył do Wyatt Family, jednak ten stan rzeczy nie trwał długo, bo 2 tygodnie później na Raw zaatakował on Braya Wyatta, odwracając się od niego. Doprowadziło to do ich walki 1 vs. 1 na Royal Rumble. Wyatt wygrał bez ingerencji swoich towarzysz. To też zakończyło rywalizację Bryana z Wyattem i powrócono do konfliktu Danielsona z The Authority, ponieważ ci nie dopuścili Bryana tej samej nocy do Royal Rumble matchu. Bryan jednak wziął udział w Elimination Chamber matchu o mistrzostwo WWE World Heavyweight, które dzierżył Randy Orton. Bryan był bliski zwycięstwa, jednak przeszkodził mu człowiek Authority - Kane. Dzięki "okupacji ringu", do której doszło na Raw z 10 marca 2014 r. Triple H zgodził się na walkę z Danielem Bryanem. Dodatkowo stypulacją tej walki było to, że jeśli Bryan wygra, dołączy do Main Eventu pomiędzy Randym Ortonem a Batistą o tytuł główny. Tydzień później Triple H ogłosił, że jeśli pokona on Bryana to również dołączy do tej walki. Na Wrestlemanii 30 pokonał swoją największą przeszkodę do zostania mistrzem WWE – Triple H. Stawką meczu było, że zwycięzca zostanie dodany do walki wieczoru Wrestlemanii 30 o WWE World Heavyweight Championship, w której wezmą udział mistrz Randy Orton i zwycięzca Royal Rumble 2014 – Batista. Ostatecznie Bryan wygrał tę walkę i został nowym mistrzem WWE World Heavyweight (jako drugi w historii WWE, po Randym Ortonie).
Na Extreme Rules 2014 Daniel Bryan bronił swojego tytułu mistrzowskiego WWE World Heavyweight przed Kane’em w walce Extreme Rules match i po bardzo długiej walce udało mu się obronić swój tytuł. Miesiąc później, na gali Payback, Daniel miał bronić pasów ponownie przed zamaskowanym Kane’em, tym razem w Buried Alive matchu. Do starcia jednak nie doszło, gdyż Bryan był świeżo po operacji kręgów szyjnych. Pojawił się na gali Payback, żeby oświadczyć, że zrzeknie się pasów mistrzowskich WWE World Heavyweight – Stephanie McMahon postawiła mu ultimatum, że jeśli nie zrzeknie się swoich tytułów mistrzowskich, to jego żona Brie Bella zostanie zwolniona z WWE. Ostatecznie Brie postanowiła dobrowolnie odejść z pracy, aby jej mąż mógł zachować pasy. Danielson zachował dzięki temu swoje tytuły.
9 czerwca na Raw The Authority (Triple H i Stephanie) postanowili pozbawić Daniela tytułów mistrzowskich WWE World Heavyweight w wyniku nieprzychylnej decyzji lekarza, który zajmował się Danielsonem (lekarz oznajmił, że Daniel nie będzie w stanie bronić tytułów w stretcher matchu na Money in the Bank PPV, gdyż nie pozwala na to jego stan zdrowia). Drugą decyzją władz było ustalenie pierwszego w historii Money in the Bank ladder matchu o zwakowane pasy mistrzowskie WWE WH. W tym starciu wzięło udział 8 wrestlerów (John Cena, Kane, Randy Orton, Albeto Del Rio, Cesaro, Bray Wyatt, Sheamus, Roman Reigns), a zwycięzcą i nowym mistrzem został John Cena. Daniel Bryan pojawił się w części pre-show kick-off Money in the Bank, żeby wygłosić promo na temat swojego przyszłego powrotu i na temat ladder matchu o pasy mistrzowskie. W sierpniu portale o wrestlingu opublikowały informację, że Daniel Bryan powróci do akcji w ringu prawdopodobnie dopiero w styczniu na gali Royal Rumble 2015.
Po Survivor Series 2014 Daniel Bryan wrócił do programów WWE. Najpierw był przez tydzień u władzy w WWE, potem potwierdził plotkę o swoim powrocie na Royal Rumble, gdzie weźmie udział w 30 osobowym Royal Rumble Matchu by wyłonić pretendenta do mistrzostwa świata wagi ciężkiej WWE, a już w Nowym Roku WWE.com potwierdziło jego powrót do ringu na SmackDown, które będzie odbywać się pierwszy raz od długiego czasu w czwartki. Edycja ta odbyła się 15 stycznia, a podczas niej pokonał Kane’a przez dyskwalifikację. Bryan został zaatakowany przez Setha Rollinsa, jego ochroniarzy i Big Showa. W jego obronie stanęli Roman Reigns i Dean Ambrose, więc dyrekcja wyznaczyła 6-Man Tag-Team Match. Bryan, Reigns i Ambrose pokonali Rollinsa, Big Showa i Kane’a. Wziął on udział w Roya Rumble Matchu, jednak został wyelimowany przez Braya Wyatta. Na lutowej gali WWE Fastlane zawalczył z Romanem Reignsem, który bronił swojego prawa do bycia pretendentem do pasa WWE World Heavyweight. Reigns wygrał i pojechał na WrestleManię jako pretendent, Bryan zaś na WrestleManii był uczestnikiem ladder matchu o tytuł Interkontynentalny, który wygrał.
W maju ponownie pozbawiono Bryana pasa z powodu kontuzji karku. Z tego powodu, 8 lutego 2016 ogłosił on zakończenie profesjonalnej kariery. Zaproponowano wówczas Danielsonowi prowadzenie CWC. 18 lipca 2016 na Monday Night Raw Daniel Bryan został ogłoszony przez Shane’a McMahona nowym Generalnym Managerem SmackDown Live.

### Powrót i Mistrzostwo WWE oraz Universal
W 2018 Daniel Bryan wznowił karierę i walczył na SmackDown Live. Na WrestleManii 34 walczył w walce tag teamowej, gdzie w parze z Shane'm McMahonem pokonali Kevina Owensa oraz Samiego Zayna. Po WrestleManii jego rywalem był Big Cass, którego pokonał na galach Backlash oraz Money in the Bank. W obu walkach przez submission. Kolejnym rywalem Bryana był jego były mentor w NXT - The Miz. Na SummerSlam The Miz pokonał "The American Dragona". Na Hell In A Cell doszło do mixed tag team matchu pomiędzy Bryanem i Brie Bellą, a Mizem i Maryse, gdzie wygrali heelowie. Jednak na gali WWE Super ShowDown Bryan pokonał Miza, gdzie stawką było miano pretendenta do pasa WWE. Bryan zawalczył z ówczesnym mistrzem WWE - AJ Stylesem, jednak przegrał przez poddanie. Do kolejnej walki doszło na 2 dni przed Survivor Series, gdzie pokonał "Fenomenalnego" AJ-a Stylesa i zdobył pas WWE World Heavyweight Championship. Po tym wydarzeniu Bryan przeszedł heel turn i zmienił swoją nazwę na The New Daniel Bryan, gdzie zerwał z "Yes Movement". Na gali TLC i Royal Rumble bronił swojego mistrzostwa WWE w walkach z AJ Stylesem. Podczas tej drugiej obrony pomógł mu jego nowy pomocnik Erick Rowan. Nowy gimmick Bryan opierał się na jego postaci, jako obrońcy planety, dlatego też wyrzucił do kosza dotyczasowy pas WWE i zamienił go na ekologiczny. Podczas Elimination Chamber 2019 skutecznie bronił on w komorze swojego pasa i jego przeciwnikami byli Samoa Joe, Randy Orton, Jeff Hardy, AJ Styles i Kofi Kingston. Najlepiej w walce zaprezentował się Kofi, którego pierwotnie w tej walce nie miało być, bo zastąpił on kontuzjowanego Mustafę Ali. Dlatego też Kofi, jak i jego przyjaciele z The New Day – Xawier Woods oraz Big E domagali się walki 1 vs 1 o pas WWE z Bryanem dla Kingstona. Jednakże po stronie Bryana stał prezes organizacji Vince McMahon, który na WWE Fastlane wyznaczył Kofiemu walkę, ale z The Bar w Hanidicap matchu, który Kofi przegrał. Natomiast Bryan zawalczył w triple threat matchu z Kevinem Owensem oraz Mustafą Ali. W kolejnych tygodniach były rzucane kolejne kłody pod nogi Kofiego - musiał walczyć w Gauntlet matchu z Sheamusem, Cesaro, Rowanem, Samoa Joe oraz Randym Ortonem. Kofi wygrał wszystkie walki, ale po niej musiał jeszcze zawalczyć z Danielem Bryanem, gdzie przegrał. Następnie The New Day wzięło udział w gauntlet matchu, gdzie walczyli oni z kilkoma tag teamami. Ostatecznie wygrali i dzięki temu Kofi został pretendentem do pasa WWE. Na WrestleManii 35 pokonał on Danielsona i Kofi został nowym mistrzem WWE. Po WrestleManii Bryan skorzystał z klauzulii rewanżu, ale przegrał. Następnie Bryan oraz Rowan zdobyli tytuły tag team dla SmackDown. Przegrali je na Extreme Rules na rzecz The New Day. Kolejnym wątkiem Bryana, w który był zamieszany, to kwestia tego, kto próbował na zapleczu zaatakować Romana Reignsa. Gdy wyszło na jaw, że był to Rowan, to Bryan wściekł się na niego za kłamstwa, których się wcześniej wypierał. Dlatego też ta współpraca dobiegła końca. Po tym, jak Rowan zaatakował Bryana, ten przeszedł face turn, wracając też do "Yes Movement". Na Hell In A Cell pokonał on z Romanem Reignsem Luke’a Harper'a i Ericka Rowana. Kolejnym rywalem Bryana był Bray Wyatt, z którym zawalczył na Survivor Series i Royal Rumble o pas Universal, jednak bez skutku. Na WrestleManii walczył z Samim Zaynem o tytuł IC, jednak również bez powodzenia. Następnie nie miał on większych rywalizacji. Wrócił pod koniec roku 2020. Na Royal Rumble 2021 brał udział w głównej walce, jednak został wyeliminowany przez Setha Rollinsa. Na Elimination Chamber wygrał walkę w komorze, gdzie stawką była walka z Romanem Reignsem o jego tytuł Universal, jednakże walka ta odbyła się bezpośrednio po walce w komorze Bryan przegrał błyskawicznie. Wygrywając walkę na SmackDown z Jeyem Uso, Bryan zdobył miano pretendenta i na Fastlane zawalczył z Reignsem ponownie o tytuł Universal. W walkę wmieszał się zarówno Jey Uso, jak i Edge – zwycięzca Royal Rumble matchu, wskutek czego Reigns obronił pas. Na następnym SmackDown Bryan żądał dodania go do walki o pas, ponieważ Reigns odklepał w nieobecności sędziego i zdaniem Bryana zasłużył on na rewanż. Menadżer SmackDown Adam Pearce wyznaczył na WrestleManię Triple threat match pomiędzy Reignsem, Edgem i Bryanem. Z walki zwycięsko wyszedł Roman Reigns. Na SmackDown 30 kwietnia doszło do kolejnej walki Reignsa i Bryana, gdzie stawką był pas Universal, jak i kariera Bryana na SmackDown. Reigns tym razem bez żadnych ingerencji z zewnątrz obronił pas, a po walce „kontuzjował” Bryana. Tym samym kontrakt Danielsona dobiegł końca i odszedł on z WWE.

### All Elite Wrestling
5 września 2021 Bryan Danielson zadebiutował w federacji All Elite Wrestling na gali AEW: All Out. 22 września zmierzył się z Kennym Omegą na AEW Grand Slam w 30-minutowej walce, która zakończyła się remisem. Była to jedna z największych walk roku i została odznaczona pięcioma gwiazdkami przez Dave’a Meltzera. Następnym rywalem Danielsona był mistrz AEW Adam Page, z którym Bryan stoczył dwie walki o mistrzostwo – obie przegrane.

## Osiągnięcia
- All Pro Wrestling
  - APW Worldwide Internet Championship (1 x)
  - King of the Indies (2001)
- All Star Wrestling
  - ASW World Heavy Middleweight Championship (1 x)
- East Coast Wrestling Association
  - ECWA Tag Team Championship (1 x) – z Low Ki
- Extreme Canadian Championship Wrestling
  - NWA Canadian Junior Heavyweight Championship (1 x)
- Full Impact Pro
  - FIP Heavyweight Championship (1 x)
- International Wrestling Association
  - IWA Puerto Rico Heavyweight Championship (1 x)
- Memphis Championship Wrestling
  - MCW Southern Light Heavyweight Championship (1 x)
  - MCW Southern Tag Team Championship (1 x) – ze Spankym
- NWA Mid-South
  - NWA Southern Junior Heavyweight Championship (1 x)
- New Japan Pro-Wrestling
  - IWGP Junior Heavyweight Tag Team Championship (1 x) – z Curry Manem
  - Best of the American Super Juniors (2004)
- Pro Wrestling Illustrated
  - PWI sklasyfikowało go na 13. miejscu spośród najlepszych 500 pojedynczych wrestlerów w roku 2008.
  - PWI skasyfikowało go na 15. miejscu z 500. najlepszych wrestlerów roku 2011
- Pro Wrestling Guerrilla
  - PWG World Championship (2 x)
- Pro Wrestling Noah
  - GHC Junior Heavyweight Championship (1 x)
- Pro Wrestling Report
  - Independent Wrestler of the Year (2006)
- Ring of Honor
  - ROH Pure Championship (1 x)
  - ROH World Championship (1 x)
  - Survival of the Fittest (2004)
- Texas Wrestling Alliance
  - TWA Tag Team Championship (1 time) – ze Spanky’m
- westside Xtreme wrestling
  - wXw World Heavyweight Championship (1 x)
- World Series Wrestling
  - WSW Heavyweight Championship (1 x)
- World Wrestling Entertainment
  - WWE United States Championship (1 x)
  - Mr.Money in the Bank
  - WWE World Heavyweight Championship (2 x)
  - WWE Tag Team Championship (1 x) z Kanem
  - WWE Championship (3 x)
  - WWE Intercontinental Championship (1 x)
- Nagrody Wrestling Observer Newsletter w kategoriach:
  - Best Technical Wrestler (2005–2009)
  - Match of the Year (2007) vs. Takeshi Morishima 25 sierpnia 2007
  - Most Outstanding Wrestler (2006–2009)
  - Most Outstanding Wrestler of the Decade (2000–2009)